# Alexander Östlund
Jan Alexander Östlund (Åkersberga, 2 novembre 1978) è un ex calciatore svedese, di ruolo difensore o attaccante.

## Carriera
Östlund è nato e cresciuto ad Åkersberga, alle porte di Stoccolma. Il 10 settembre 1995 ha esordito giovanissimo con l'AIK tanto da risultare il più giovane debuttante in Allsvenskan nella storia del club con i suoi 16 anni e 312 giorni. All'epoca veniva schierato nel ruolo di attaccante. Dopo essere stato girato in prestito al Brommapojkarna nella seconda serie nazionale per una parte della stagione 1997, l'anno seguente è tornato a far parte della prima squadra dell'AIK diventando di fatto l'eroe del titolo nazionale, visto che è stata proprio una sua rete all'ultima giornata dell'Allsvenskan 1998 a permettere al club di battere 1-0 l'Örgryte e di compiere il sorpasso in classifica sull'Helsingborg che nel frattempo aveva perso 1-2 contro il già retrocesso Häcken.
Nel gennaio 1999 ha svolto un provino con il club inglese Sheffield Weds, che all'epoca militava in Premier League, tuttavia ciò non ha portato a un trasferimento. Successivamente ha fatto parte per un breve periodo del Vitória Guimarães in Portogallo dove però non ha trovato spazio, quindi nell'estate 1999 è tornato in Svezia per vestire i colori dell'IFK Norrköping dove è stato convertito al ruolo di terzino destro.
Nonostante il suo passato all'AIK, nel 2003 è stato ingaggiato dagli stoccolmesi dell'Hammarby. Grazie al suo rendimento nel club è stato convocato nella nazionale maggiore, con cui ha debuttato contro l'Egitto in un'amichevole al Cairo il 18 novembre 2003. In sostituzione dell'infortunato Michael Svensson, Östlund è stato convocato per gli Europei 2004 in Portogallo, dove ha giocato l'intera partita dei quarti di finale contro i Paesi Bassi al posto dello squalificato Erik Edman.
Nel gennaio 2005 Östlund ha firmato per il Feyenoord, ma dopo solo un anno è stato acquistato dal Southampton, che all'epoca giocava in Championship. Nel club inglese, per via del suo aspetto, è stato soprannominato "Jesus". In vista dei Mondiali 2006, Östlund era stato il terzino destro titolare della nazionale giocando 8 delle 10 partite di qualificazione. Tuttavia, dopo una prestazione poco brillante in un'amichevole a Dublino contro l'Irlanda il 1º marzo 2006, durante la quale ha avuto grandi difficoltà a fronteggiare Damien Duff in una sconfitta per 0-3, Östlund è stato escluso dalla rosa per il Mondiale tramite un SMS dall'allenatore della Svezia Lars Lagerbäck, senza più essere richiamato.
Quando il Southampton non gli ha rinnovato il contratto, Östlund ha firmato per i danesi dell'Esbjerg nell'agosto 2008. Östlund ha avuto però una parentesi caratterizzata dagli infortuni, tanto che ha il 25 gennaio 2010 ha annunciato il ritiro dal calcio giocato a causa dei problemi ad un ginocchio che gli impedivano di continuare a giocare a calcio.

## Palmarès

### Club

#### Competizioni nazionali
- Campionato svedese: 1

AIK: 1998
- Coppa di Svezia: 1

AIK: 1995-1996

#### Competizioni internazionali
- Coppa Piano Karl Rappan: 1

AIK: 1994